# Ike Gyokuran
Ike Gyokuran (池 玉瀾, 1727–1784) was een Japans kunstschilder, kalligraaf en dichter. Zij was tijdens haar leven beroemd in Kioto en wordt nog steeds zeer gewaardeerd in Japan.

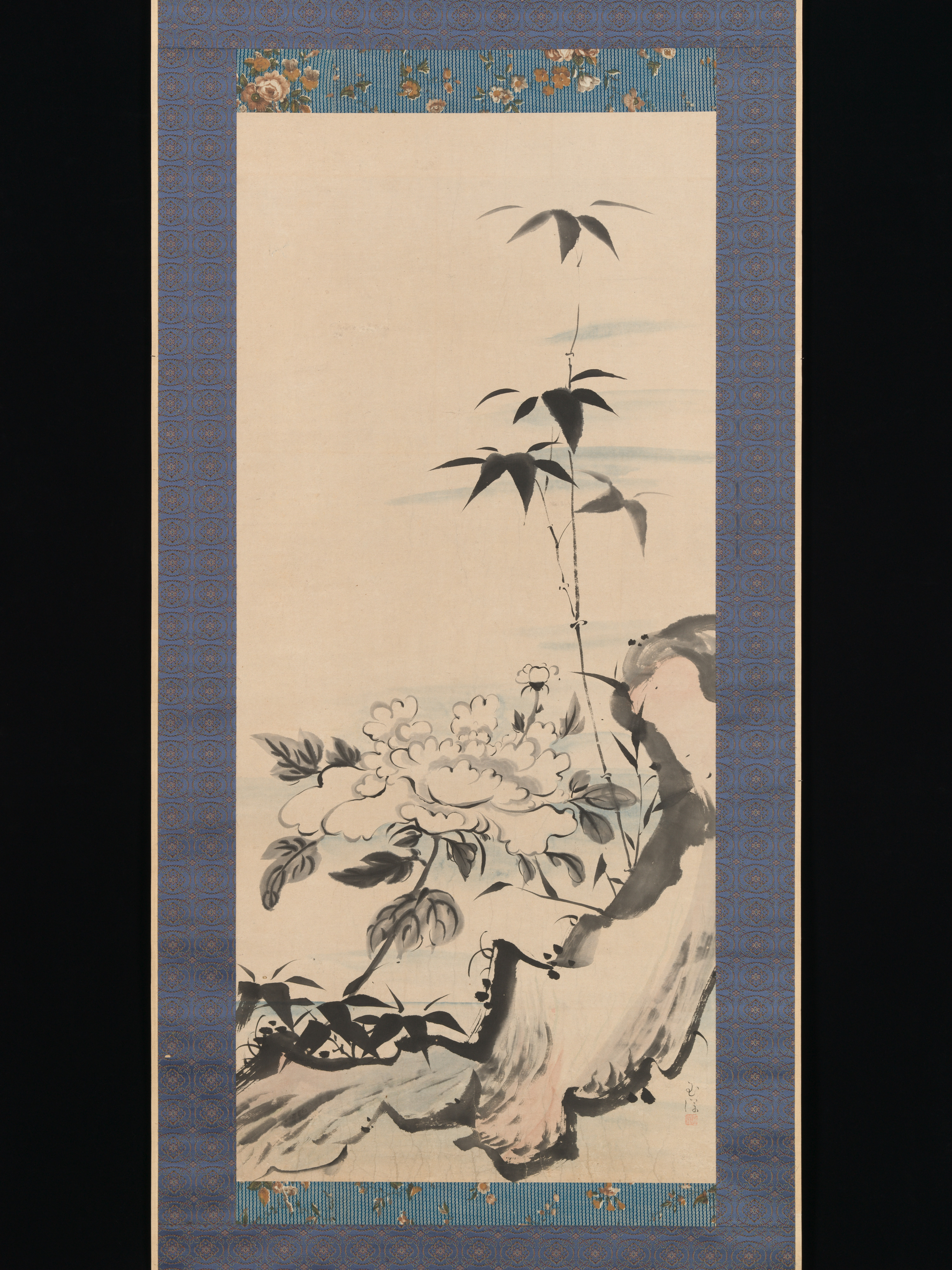
Pioen en bamboe bij een rots, hangrol.

Bij haar geboorte gaven haar ouders haar de voornaam Machi (町). Later kreeg ze de artiestennaam Gyokuran, waarschijnlijk van haar schilderleraar, Yanagisawa Kien (1707-1758). Gyokuran trouwde met een andere kunstenaar, Ike no Taiga. Zij werd vooral bekend onder de naam na haar huwelijk, Ike Gyokuran. Haar achternaam vóór het huwelijk was Tokuyama, en ze is ook wel bekend als Tokuyama Gyokuran.

## Biografie
Gyokuran begon al jong met lessen in schilderkunst onder leiding van de destijds beroemde sumi-e-schilder Yanagisa Kien, die regelmatig het theehuis van haar moeder bezocht. Waarschijnlijk heeft hij haar in contact gebracht met haar latere echtgenoot Ike no Taiga.
Na hun huwelijk woonde het echtpaar in een kleine studio naast het Gion-heiligdom in Kioto.  
Gyokuran leerde van Taiga de schilderstijl van de nanga-beweging, de Japanse versie van een Chinese schilderstijl. In nanga worden landschappen vrijwel monochroom afgebeeld. Gyokuran leerde op haar beurt aan haar man hoe hij poëzie kon schrijven in de Japanse waka-stijl, waarin zij zeer vaardig was.

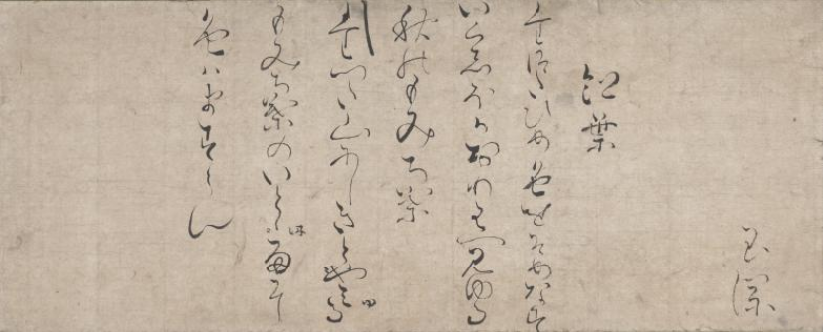
Twee herfstgedichten, tweede helft 18e eeuw

Beiden stonden bekend om hun excentriciteit.  Ze maakten samen kunst, beïnvloedden elkaar wederzijds en waren ook bekend omdat zij samen, als gelijken, muziek maakten in hun vrije tijd.  Dit was hoogst ongebruikelijk in een land waar vrouwen werden beschouwd als inferieur aan mannen.  Tevens is bekend dat Gyokuran haar wenkbrauwen niet afschoor, hetgeen wel gebruikelijk was voor getrouwde vrouwen in die tijd. 

## Werk

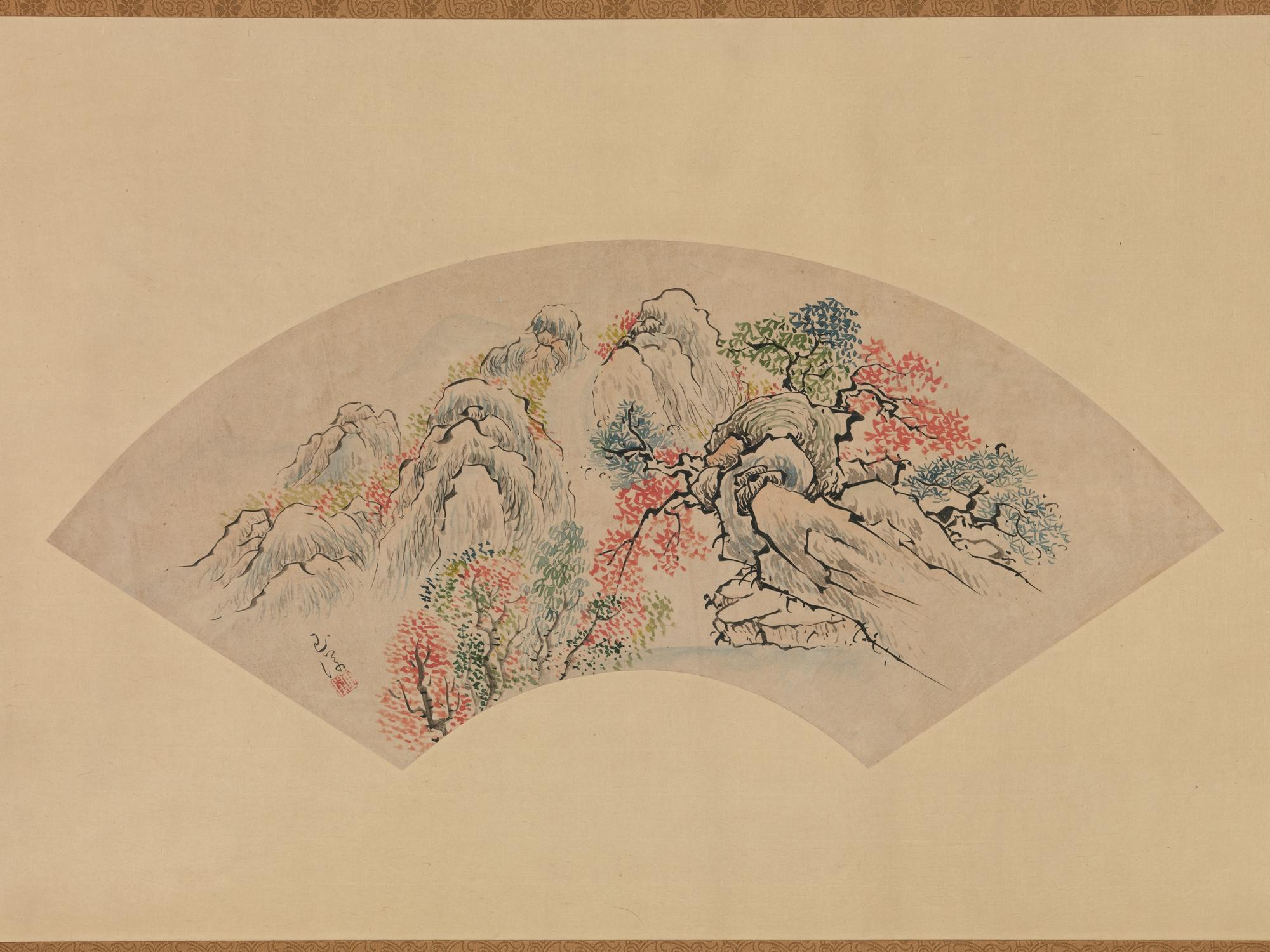
Ike Gyokuran, waaier, opgeplakt als een hangrol; inkt en kleur op papier. Metropolitan Museum of Art.

Gyokuran schilderde vouwschermen, schuifdeuren, handrollen, hangrollen en waaiers.  Ze schilderde ook vaak kleine scènes, waarbij ze haar gedichten schreef in kalligrafie. 
In 1910 werden haar gedichten afgedrukt naast houtsnedes van het Matsuya-theehuis bij het Gion-altaar in de collectie Gion sanjo kashū (collectie gedichten van de drie vrouwen van Gion). 

## Latere waardering
Tot op de dag van vandaag verkleden jonge vrouwen zich tijdens het jaarlijkse Jidai Matsuri (Festival van de leeftijden) in Kioto als prominente vrouwelijke figuren uit de geschiedenis, waaronder Gyokuran.  
Sommige werken van Gyokuran zijn aangewezen als Japans nationaal cultureel erfgoed.  
- Bibliothèque nationale de France: cb157482429 (data)
- CiNii: DA17351451
- Gemeinsame Normdatei: 133169804
- International Standard Name Identifier: 0000 0000 7102 0560
- Library of Congress Control Number: n2006091893
- Nationale Bibliotheek van Israël: 987007458638705171
- Nederlandse Thesaurus van Auteursnamen: 312829248
- Système universitaire de documentation: 119459469
- Union List of Artist Names: 500121242
- Virtual International Authority File: 192149294363580522189